# Casa museo Satyagraha
La Casa Museo Satyagraha, comunemente nota come Gandhi House, è un museo ed ex pensione situato a Johannesburg. La casa apparteneva al Mahatma Gandhi: qui, durante il suo soggiorno sudafricano, visse e lavorò tra il 1908 e il 1909. È registrata come parte del patrimonio storico di Johannesburg. La casa è stata progettata dall'architetto Hermann Kallenbach per Gandhi e per se stesso.

## Storia
Gandhi trascorse 21 anni in Sud Africa, dal 1893 fino al 1914, anche se fece visite in India e nel Regno Unito in quel periodo. Si dice che Gandhi per primo apprese la discriminazione razziale quando fu arrestato alla stazione ferroviaria di Pietermaritzburg per  aver viaggiato in una carrozza riservata ai bianchi.

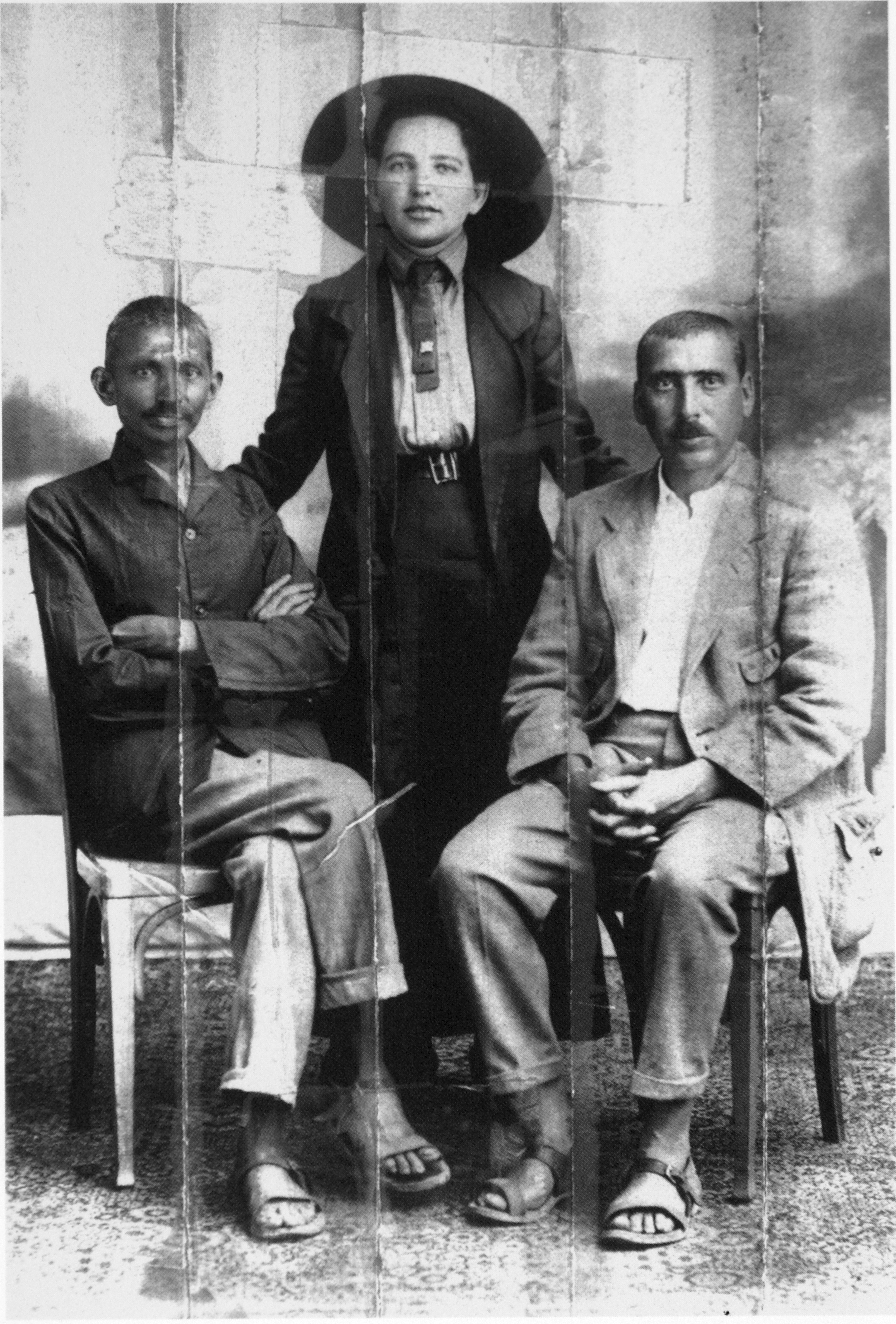
Una foto ritraente Gandhi, Sonia Schlesin (segretaria di Gandhi) e Hermann Kallenbach a Satyagraha

Nel 1904, Gandhi incontrò Hermann Kallenbach, un architetto ebreo tedesco che era arrivato nel Paese nel 1896. Nel 1907, Kallenbach progettò una casa che si basava sulla forma di due capanne locali (Rondavels), ma fatta con metodi di costruzione europea. Venne denominata Kraal, il che significa "fienile" in inglese e afrikaans.
La casa aveva stalle e un campo da tennis, ma entrambi gli inquilini condussero una vita di meditazione e di castità. Gandhi dormiva in una mansarda nella quale si entrava tramite una scala, ma sia lui che Kallenbach condividevano la stessa cucina e intrattenevano i loro ospiti in salotto. Le case non avevano porte comunicanti, ed era necessario lasciare una casa per entrare nell'altra. La vita di Kallenbach fu trasformata dalla loro vita insieme e il denaro che spese in essa ridusse il suo patrimonio a un decimo del suo valore iniziale.
Lasciarono la casa nel 1909, e questa ebbe diversi proprietari, prima di venire acquistata nel 2009 dalla società di viaggi francese Voyageurs du Monde, con il disappunto del governo indiano che voleva acquisirla come un monumento nazionale indiano. La società francese restaurò e aprì al pubblico come museo e pensione nel 2011.
Il museo è gestito da Lauren Segal, che gestisce anche altri musei, tra cui il Museo dell'Apartheid. Satyagraha significa "forza della verità", in riferimento al concetto di resistenza non-violenta sviluppato da Gandhi quando viveva in Sud Africa.